# بوب كريستيان
بوب كريستيان (بالإنجليزية: Bob Christian)‏ هو لاعب كرة قدم أمريكية أمريكي، ولد في 14 نوفمبر 1968 في فلوريسانت في الولايات المتحدة.